# 成田赤十字病院
成田赤十字病院（なりたせきじゅうじびょういん）とは千葉県成田市にある医療機関。日本赤十字社千葉県支部設置の病院である。救命救急センター、臨床研修病院、災害拠点病院などに各種指定医療機関となっている。全国に4カ所（全10床）ある特定感染症指定医療機関の1つ（2床）である。

## 特徴
印旛・山武地域における中核をなす基幹病院であり、1次救急から3次救急まで年間約2万5千件の救急患者を受け入れ、地方医療に貢献している。また、成田国際空港を擁する地域に立地するため、1986年に印旛・山武地域で初となる救命救急センターを設置、2000年より感染病棟（感染症の予防及び感染症の患者に対する医療に関する法律による特定感染症指定医療機関（厚生労働大臣指定、日本に3ヵ所）、第1種感染症指定医療機関（千葉県知事指定）、第2種感染症指定医療機関（千葉県知事指定））、ヘリポートを設置し、災害医療態勢の強化に重点が図られている。2008年より、県内で3ヵ所目となる現場急行支援システム（FAST）を導入し、円滑な救急搬送を可能にしている。また、千葉県下で唯一の赤十字病院でもある。

### 沿革
- 1948年（昭和23年）：日本医療団成田地方病院から日本赤十字社に移管され開設。
- 1954年（昭和29年）：成田山門前（その後、成田山新勝寺の信徒会館として利用される（現在解体））から飯田新田（現・飯田町）に移転。
- 1969年（昭和44年）：新病棟が完成。
- 2000年（平成12年）：新館が完成、病床数が732床になり、ヘリポートを完備する。
- 2007年（平成19年）4月26日：病院内にミニストップが開店。
- 2008年（平成20年）4月12日：現場急行支援システム（FAST）を導入。
- 2010年（平成22年）：訪問看護ステーション開設
- 2021年（令和3年）：病床再編成714床
- 2023年（令和5年）：病床再編成710床
- 2023年（令和5ねん）：訪問看護ステーション閉鎖
- 2024年（令和6年）：敷地内にアイン薬局及びタリーズコーヒーが開店。
- 2025年（令和7年）：病床再編成655床

## 標榜診療科
- 内科
- 消化器内科
- 循環器内科
- 血液腫瘍内科
- 呼吸器内科
- 糖尿病代謝内科
- 腎臓内科
- リウマチ内科
- アレルギー内科
- 精神神経科
- 脳神経内科
- 小児科
- 外科
- 消化器外科
- 乳腺外科
- 整形外科
- 形成外科
- 脳神経外科
- 呼吸器外科
- 心臓血管外科
- 小児外科
- 皮膚科
- 泌尿器科
- 産婦人科
- 眼科
- 耳鼻咽喉科
- リハビリテーション科
- 放射線科
- 歯科口腔外科
- 麻酔科
- 緩和ケア外科
- 病理診断科

## 医療機関の指定等
- 保険医療機関
- 労災保険指定病院
- 指定自立支援医療機関（更生医療）
- 指定自立支援医療機関（育成医療）
- 指定自立支援医療機関（精神通院医療）
- 生活保護法指定医療機関
- 指定養育医療機関
- 戦傷病者特別援護法指定医療機関
- 原子爆弾被爆者一般疾病医療取扱医療機関
- 第一種感染症指定医療機関
- 第二種感染症指定医療機関
- 特定感染症指定医療機関
- 地域医療支援病院
- 災害拠点病院（地域災害医療センター）
- 救命救急センター（第三次救急指定病院）
- 臨床研修指定病院
- エイズ治療拠点病院
- 地域周産期母子医療センター
- 救急告示病院
- 精神応急入院指定病院
- 特定非営利活動法人日本臨床腫瘍学会認定研修施設
- 印旛山武地域難病相談支援センター
- 児童福祉施設（助産施設）
- 千葉県特定不妊治療実施医療機関
- 千葉県がん診療連携協力病院（胃がん・大腸がん）
- 小児がん連携病院
- 全県複数圏域対応型連携拠点病院
- 非血縁者間骨髄採取・移植認定施設
- 医療観察法に基づく指定通院医療機関
- 臓器提供施設
- 骨髄採取・骨髄移植施設（血縁者、非血縁者間）
- 日本臍帯血バンク登録医療機関
- 日本人間ドック学会1日・2日ドック指定
- 人間ドック・健診施設機能評価認定施設
- 病院機能評価3rdG Ver3.0
- 自動車損害賠償保障法後遺症認定病院
- 千葉県肝疾患指定医療機関
- JMIP（外国人患者受入れ医療機関認証）
- 自動車損害賠償保障法後遺症認定病院
- 千葉県肝炎治療特別推進事業指定医療機関
- 千葉県アレルギー疾患地域基幹病院
- 指定難病指定医療機関
- 指定小児慢性特定疾病医療機関
- 日本がん治療認定医機構認定研修施設
- 下肢静脈瘤に対する血管内治療実施基準による実施施設

## 交通アクセス
- 京成電鉄本線：「公津の杜駅」から徒歩約15分程度。
- 京成バス千葉イースト：「日赤病院」バス停から徒歩約1分程度。